# Cucullia citella
Cucullia citella là một loài bướm đêm trong họ Noctuidae.